# 富山救急医療学会
富山救急医療学会（とやまきゅうきゅういりょうがっかい）は、富山県の救急医療の向上と救命救急に関する教育、並びに会員相互の親睦、交流と知識の交換を図ることを目標とする。
2021年は、Web開催のため、臨時措置として事務局を富山大学附属病院先端危機管理医学講座とした。 

## 事業
- 学術集会の開催、機関誌・論文・図書・研究資料の刊行、日本国内外の関係団体との協力活動など
- 学術集会は、当初は研究会として年1回、現在は、2010年の第28回より学会として年一回開催されている。

| 回数   | 開催年月  | 当番幹事   | 所属（当時）                       | 開催地                       | 備考                 |
| ------ | --------- | ---------- | ---------------------------------- | ---------------------------- | -------------------- |
| 第 1回 | 1983年9月 | 伊藤祐輔   | 富山医科薬科大学麻酔科             |                              | 当初は研究会         |
| 第 2回 | 1984年9月 | 杉山義昭   | 富山県立中央病院救命•救急センター  |                              |                      |
| 第 3回 | 1985年9月 | 藤井保寿   | 富山赤十字病院整形外科             |                              |                      |
| 第 4回 | 1986年9月 | 篠山重威   | 富山医科薬科大学第二内科           |                              |                      |
| 第 5回 | 1987年9月 | 熊谷武夫   | 高岡市民病院皮膚科                 |                              |                      |
| 第 6回 | 1988年9月 | 中西拓郎   | 富山市民病院麻酔科                 |                              |                      |
| 第 7回 | 1989年9月 | 清崎克美   | 氷見市民病院院長                   |                              |                      |
| 第 8回 | 1990年9月 | 沖 春海    | 黒部市民病院脳神経外科             |                              |                      |
| 第 9回 | 1991年9月 | 生垣 正    | 市立砺波総合病院麻酔科             |                              |                      |
| 第10回 | 1992年9月 | 田近貞克   | 済生会富山病院外科                 |                              |                      |
| 第11回 | 1993年9月 | 駒井杜詩夫 | 厚生連高岡病院脳神経外科           |                              |                      |
| 第12回 | 1994年9月 | 片岡久範   | 富山労災病院麻酔科                 |                              |                      |
| 第13回 | 1995年9月 | 藤村光夫   | 富山県立中央病院副院長             |                              |                      |
| 第14回 | 1996年9月 | 藤井保寿   | 富山赤十字病院整形外科             |                              |                      |
| 第15回 | 1997年9月 | 増田 明    | 富山医科薬科大学麻酔科             |                              |                      |
| 第16回 | 1998年9月 | 遠山一喜   | 高岡市民病院麻酔科                 |                              |                      |
| 第17回 | 1999年9月 | 宮森正郎   | 富山市民病院救急診療部             |                              |                      |
| 第18回 | 2000年9月 | 村田修一   | 氷見市民病院外科                   |                              |                      |
| 第19回 | 2001年9月 | 沖 春海    | 黒部市民病院脳神経外科             |                              |                      |
| 第20回 | 2002年9月 | 佐竹義治   | 富山県下救急救命士会               |                              |                      |
| 第21回 | 2003年9月 | 生垣 正    | 市立砺波総合病院麻酔科             |                              |                      |
| 第22回 | 2004年9月 | 田近貞克   | 済生会富山病院                     |                              |                      |
| 第23回 | 2005年9月 | 塗谷英二   | 厚生連高岡病院救命救急センター     | サンシップとやま             |                      |
| 第24回 | 2006年9月 | 片岡久範   | 富山労災病院麻酔科                 | 富山県教育文化会館           |                      |
| 第25回 | 2007年9月 | 原田 淳    | 済生会高岡病院脳神経外科           | 富山大学黒田講堂             |                      |
| 第26回 | 2008年9月 | 奥寺敬     | 富山大学附属病院救急部             | 富山大学黒田講堂             |                      |
| 第27回 | 2009年9月 | 清水一夫   | 富山赤十字病院整形外科             | 富山大学黒田講堂             |                      |
| 第28回 | 2010年9月 | 本道洋昭   | 富山県立中央病院脳神経外科         | 富山大学黒田講堂             | 以降、学会として開催 |
| 第29回 | 2011年9月 | 奥寺敬     | 富山大学附属病院救急部             | 富山大学黒田講堂             |                      |
| 第30回 | 2012年9月 |            | 富山県下救急救命士会               | 富山大学黒田講堂             |                      |
| 第31回 | 2013年9月 | 家接健一   | 市立砺波総合病院                   | 砺波市出町子供歌舞伎曳山会館 |                      |
| 第32回 | 2014年9月 | 圓角文英   | 黒部市民病院                       | 富山大学五福ｷｬﾝﾊﾟｽ共通教育棟 |                      |
| 第33回 | 2015年9月 | 吉田昌弘   | 厚生連高岡病院                     | 富山大学五福ｷｬﾝﾊﾟｽ共通教育棟 |                      |
| 第34回 | 2016年9月 | 奥寺敬     | 富山大学附属病院災害・救命センター | 富山国際会議場               |                      |
| 第35回 | 2017年9月 | 石浦嘉久   | 富山市民病院                       | 富山大学黒田講堂             |                      |
| 第36回 | 2018年9月 | 奥寺敬     | 富山大学附属病院災害・救命センター | 富山大学黒田講堂             |                      |
| 第37回 | 2019年9月 | 奥寺敬     | 富山大学附属病院災害・救命センター | 富山大学黒田講堂             |                      |
| 第38回 | 2020年9月 | 奥寺敬     | 富山大学附属病院災害・救命センター | 富山大学黒田講堂             |                      |
| 第39回 | 2021年9月 | 奥寺敬     | 富山大学附属病院災害・救命センター | オンライン開催               |                      |

## 機関誌
- 「富山救急医療学会」 年1回　Print ISSN 2185-4424　　Online ISSN 2434-8457